# Шумилов, Павел Робертович
Па́вел Ро́бертович Шуми́лов — российский писатель-фантаст (выступает под псевдонимом Павел Шумил), по образованию — инженер-электронщик.

## Биография
Родился 22 июля 1957 года, в 1974 поступил в ЛЭТИ (Ленинградский электротехнический институт), в 1980 его окончил по специальности «электронные вычислительные машины» и начал работать в ЛНИВЦ АН СССР (Ленинградский научно-исследовательский вычислительный центр Академии Наук СССР). Обслуживал или работал на ЭВМ всех классов, был инженером-эксплуатационником, инженером-разработчиком, простым, прикладным и системным программистом и системным аналитиком. Увлечения: велотуризм, водный туризм, FIDO.
Фантастикой увлекался с детства. Писать начал в 1994 году. Первая публикация вышла в 1999 году — серия «Слово о драконе» (издательство Центрполиграф). Пишет в жанре твёрдой научной фантастики. В настоящее время проживает в Санкт-Петербурге. С 1998 года и до закрытия семинара являлся действительным членом семинара Бориса Стругацкого.
Лауреат литературных премий:
1. 1999 год. 3-е место — бронзовый кадуцей — на Международном фестивале фантастики «Звёздный мост» в Харькове в номинации «Лучший дебют» — за книгу «Одинокий дракон».
2. 2016 год. Премия «Дверь из лета» (лауреатский диплом № 032) — студийная премия студии фантастов Балабухи — Смирнова за роман «Этот мир придуман не нами» — образец традиционной научной фантастики.
3. 2017 год. Премия «Дверь из лета» (лауреатский диплом № 034) — студийная премия студии фантастов Балабухи — Смирнова за повесть «Три, четыре, пять, я иду искать» — образец твердой научной фантастики.

### Печатные издания
1. Серия «Слово о драконе». Издавалась в серии «Фантастика-Фэнтези» издательства Центрполиграф.
  1. Павел Шумилов. Одинокий дракон. Москва. Центрполиграф. 1999. 459 с. 
 Содержание:
    - Одинокий дракон (так редакция назвала роман «Слово о драконе»)[1]
    - Последний Повелитель

  2. Павел Шумилов. Дракон замка Конгов. Москва. Центрполиграф. 1999. 508 с. 
 Содержание:
    - Давно забытая планета
    - Дракон замка Конгов

  3. Павел Шумилов. Стать драконом. Москва. Центрполиграф. 1999. 491 с. 
 Содержание:
    - Стать драконом
    - Осколки Эдема

  4. Павел Шумилов. Караван Мертвецов. Москва. Центрполиграф. 1999. 489 с. 
 Издание контрафактное[2]. 
 Содержание:
    - Иди, поймай свою звезду
    - Караван Мертвецов
    - Адам и Ева — 2
2. Отдельные публикации.
  1. Сборник «Теория неожиданности (Интерпресскон 2007)» СПб. Лениздат. 2007. 504 стр. 
Рассказ из цикла «Жестокие сказки»
Сказка № 1. Мастер-ломастер.
  2. Сборник «Антология FANтастика» СПб. Азбука-классика. 2009. 448 стр. 
Повесть из цикла «Жестокие сказки»
Сказка № 4. Переведи меня через майдан.
  3. Сборник "Сам себе кот / Динопарк" (книга-перевертыш) Серия: Курортный роман - фантастика. Севастополь. Шико-Севастополь. 2016. 358стр.
 Рассказ из цикла "Жестокие сказки"
 Сказка № 5. Кошкин дом.
  4. Альманах фантастики Астра Нова 2-2018 "Игры разума" СПб. Северо-Запад. 2018. 325стр.
 рассказ Игры разума.
  5. Альманах фантастики Астра Нова 1-2019 "Межсезонье" СПб. Северо-Запад. 2018. 316стр.
 рассказ Трюкач.
3. Журнальные публикации.
  1. Журнал «FANтастика. Литературное приложение». № 3-2008 (12).
Повесть из цикла «Жестокие сказки» 
Сказка № 4. Переведи меня через майдан.
  2. Журнал «Полдень, XXI век». № 5-2005 (19).
 Рассказ из цикла «Жестокие сказки» 
 Сказка № 6. К вопросу о равенстве полов.
  3. Журнал «Юный техник». № 3-2008.
Рассказ К вопросу о долгой жизни.

### Электронные публикации
1. Цикл «Слово о драконе»
  1. Слово о Драконе (Роман, 421кб, 11.1994 − 03.1995)
  2. Последний Повелитель (Роман, 240кб, 03.1995 − 05.1995)
  3. Давно забытая планета (Роман, 521кб, 16.07.1995 − 03.12.1995)
  4. Дракон замка Конгов (Роман, 297кб, 12.05.1996 − 03.11.1997)
  5. Стать Драконом (Роман, 337кб, 30.01.1996 − 08.04.1996)
  6. Осколки Эдема (Роман, 469кб, 31.05.1996 − 03.11.1996)
  7. Иди, поймай свою звезду (Роман, 340кб, 31.05.1996 − 28.06.1997)
  8. К вопросу о смысле жизни (Рассказ, 28кб, 25.01.1997 − 28.01.1997)
  9. Караван мертвецов (Роман, 281кб, 02.02.1997 − 22.03.1997)
  10. Адам и Ева — 2 (Роман, 193кб, 12.03.1998 − 01.05.1998)
  11. Долг перед видом (Роман, 690кб, 12.03.1998 − 01.05.1998)
2. "Попутный ветер" (Совместное творчество, фанфики с участием автора, литературные игры)
  1. (из ненаписанного) Быть драконом (132кб)
  2. Дом Командора (626кб)
  3. Спасатели (769кб)
  4. Байки у костра (145кб)
  5. Краткие полеты Стелси (144кб)
  6. Кот в муравейнике (Роман, 305кб, 13.07.2016 - 17.10.2016)
3. Цикл «Жестокие сказки»
  1. Сказка N1. Мастер-ломастер (Рассказ, 57кб, 16.11.1998 - 27.12.1998)
  2. Сказка N2. Любит — не любит (Рассказ, 58кб, 02.12.1998 - 07.01.1999)
  3. Сказка N3. К вопросу о природе семейного счастья (Повесть, 83кб, 17.09.1997 - 28.09.1997)
  4. Сказка N4. Переведи меня через майдан (Роман, 253кб, 08.02.1999 - 06.01.2000)
  5. Сказка N5. Кошкин дом (Рассказ, 46кб, 17.10.2000 - 30.10.2000)
  6. Сказка N6. К вопросу о равенстве полов (Рассказ, 46кб, 10.06.2001 - 17.06.2001)
  7. Сказка N7. Должны любить (Роман, 391кб, 04.10.2002 - 18.04.2004)
  8. Сказка N8. Процент соответствия (Роман, 694кб, 20.02.2000 - 04.01.2006)
4. «Непутевый экипаж» (сборник)
  1. Логгер «Катти Снарк» (Повесть, 74кб, 08.02.1999 − 24.10.2007)
  2. К вопросу об охоте на драконов (Рассказ, 33кб, 07.04.2001 − 09.05.2001)
5. Отдельные публикации.
  1. Эмбер. Чужая игра (Роман, 418кб, 08.05.1998 − 02.09.1998)
  2. Семь дней по лунному календарю (Повесть, 86кб, 17.09.1998 - 09.10.1998)
  3. Трюкач (Короткий рассказ, 4кб, 20.02.2004)
  4. Игры разума (короткий рассказ, 10кб, 07.05.2016)
6. Цикл «Окно контакта»
  1. Три, четыре, пять, я иду искать (Повесть 250кб, 21.10.2006 - 27.04.2015)
  2. Ксапа хулиганка (Роман, 908кб, 02.07.2008 - 09.12.2015)
  3. Этот мир придуман не нами (Роман, 1676кб, 10.04.2013 - 16.02.2015)
  4. К вопросу о долгой жизни (Рассказ, 17кб, 20.08.2002 − 21.08.2002)
7. Научно-популярные статьи
  1. Альтернативная история космонавтики СССР (01.08.2011 - 02.02.2012)
  2. Что нам делать с АН-124 "Руслан" (05.02.2019 - 15.02.2019)
  3. ВОС "Спираль" на технологиях восьмидесятых (23.10.2019 - 12.01.2020)

### Переводы / Translations
1. На английский язык
  1. Loves me — loves me not… 2007г (Оригинал - "Любит - не любит..." 1999г)
  2. The Cat’s House 2006г (Оригинал - "Кошкин дом" 2000г)
  3. Trickmaster 2006г (Оригинал  - "Трюкач" 2004г)
2. На португальский язык (Переводчик Евгений Додонов)
  1. Me ajuda a atravessar maidan 2004г (Оригинал - "Переведи меня через майдан" 2000г)
  2. A Casa da Gata 2004г (Оригинал - "Кошкин дом" 2000г)
  3. O Ajudante 2004г (Оригинал - "Трюкач" 2004г)
3. На польский язык (Переводчик Jacek Izworski)
  1. Słowo o smoku 2017г (Оригинал - "Слово о драконе" 1995г)
  2. Ostatni Władca 2017г (Оригинал - "Последний Повелитель" 1995г)
  3. Dawno zapomniana planeta 2019г (Оригинал - "Давно забытая Планета" 1995г)
  4. Smok zamku Kongów 2019г (Оригинал - "Дракон замка Конгов" 1997г)
  5. Zostać smokiem 2019г (Оригинал - "Стать драконом" 1996г)
  6. Szczątki Raju 2019г (Оригинал - "Осколки Эдема" 1996г)
  7. Idż i złap swoją gwiazdę 2019г (Оригинал - "Иди, поймай свою звезду" 1997г)
  8. Przyczynek Do Pytania O Sens Życia 2019г (Оригинал - "К вопросу о смысле жизни" 1997г)
  9. Karawana umarłych 2019г (Оригинал - "Караван мертвецов" 1997г)
  10. Dług wobec gatunku 2019г (Оригинал - "Долг перед видом" 1998г)
  11. Adam i Ewa - 2 2019г (Оригинал "Адам и Ева - 2" 1998г)
  12. Krótkie loty Stalsey (Lapunow E., Szumił P.) 2019г (Оригинал - "Краткие полеты Стелси" из раздела "Попутный ветер". 1999г)
  13. Bajki przy ognisku 2019г (Оригинал - "Байки у костра" из раздела "Попутный ветер". 2009г)
  14. Być Smokiem (Z nienapisanego...) 2019г (Оригинал - "Быть Драконом (из ненаписанного)" из раздела "Попутный ветер". 2000г)